# Château-Garnier

Château-Garnier este o comună în departamentul Vienne, Franța. În 2009 avea o populație de 632 de locuitori.